# 蕭維民

擔任國防部長時期的嚴明（左）與時任國防部參謀本部後勤參謀次長蕭維民少將（右）赴立法院答詢，2013年11月7日

蕭維民（1959年－），中華民國海軍中將（退役），生於臺灣臺北縣，畢業於海軍官校正70年班，現任中科院專任顧問，曾任漢翔航空公司董事、國防部常務次長、副參謀總長、海軍副司令、海軍艦指部指揮官、海軍參謀長、參謀本部後勤參謀次長、海軍副參謀長、海軍人事處長、海軍131艦隊長，在2016年7月因雄風三型反艦飛彈誤射事件遭記過兩次，在2019年7月屆齡退伍。